# Nationale Koninklijke Beweging
De Nationale Koninklijke Beweging (NKB, Frans: Mouvement national royaliste of MNR; ook wel Nationale Koningsgezinde Beweging) was een groep binnen het Belgische verzet tijdens de Duitse bezetting van België in de Tweede Wereldoorlog. Deze was voornamelijk actief in Brussel en Vlaanderen en was politiek gezien de meest rechtse van de belangrijkste Belgische verzetsgroepen.

## Achtergrond

### Beginjaren
De NKB werd opgericht kort na de Belgische nederlaag van 1940, door jeugdleden van de fascistische partij Rex in Aarschot. Met als belangrijkste voortrekkers Lucien Meyer en Theo Simon waren de leden het niet eens met de collaboratie van Rex en het Vlaamsch Nationaal Verbond. Om desondanks de schijn van een neutrale dan wel pro-Duitse groep op te houden, werd onder de verhullende naam Naar Kultuur en Bekwaming een 'turnvereniging' opgericht. Niet veel later voegde de Leuvense hoogleraar Eugène Mertens de Wilmars zich bij de sterk nationalistisch beweging. Hij was een voormalig bewonderaar van de fascistische Rex-leider Léon Degrelle. België zou volgens de NKB een autoritaire dictatuur moeten worden onder gezag van koning Leopold III.
Van oktober 1940 tot de zomer van 1941 hield de NKB zich vooral bezig met ledenwerving; ze wilde de jeugd in de streek Leuven-Aarschot ervan weerhouden zich bij de collaborerende partijen aan te sluiten. Rekrutering vond in het bijzonder plaats onder studenten en onderofficieren. Haar politieke ideeën waren vastgelegd in de brochure De grondbeginselen van de NKB (1941); de beweging was koningsgezind en tegen het gelijkheidsbeginsel.

### Verzetsdaden in 1941-1944
In juli 1941 kreeg de Duitse bezetter argwaan jegens de NKB en werd de beweging verboden. Lucien Meyer werd die maand opgepakt en de overgebleven NKB'ers besloten ondergronds te gaan. Na de arrestatie van Mertens de Wilmars in augustus 1942 werd de NKB sterker anti-Duits en begon het verzetsdaden te plegen. Generaal Ernest Graff werd de nieuwe leider van de beweging.
Ze publiceerden illegale kranten, zoals Vrij Volk in Leuven, en verzamelden militaire inlichtingen. De leden boden ook hulp aan Joodse onderduikers, neergeschoten geallieerde piloten en Belgische arbeiders die wilden ontkomen aan de Arbeitseinsatz.
In samenwerking met het Geheim Leger en de Witte Brigade nam de NKB deel aan het overnemen van de haven van Antwerpen kort voor de geallieerde bevrijding in september 1944. Dit voorkwam dat de Duitsers installaties zouden vernielen en gaf zodoende de geallieerden toegang tot hun eerste intact gelaten diepzeehaven. Met name van de havenkennis van NKB-commandant Eugène Colson kon goed gebruik worden gemaakt.

### Na de oorlog
In het bevrijde België werd de NKB moeizaam of niet erkend; dit in verband met de koningskwestie. Gewantrouwd wegens haar loyaliteit aan de koning, erkenden alleen de provincies Antwerpen, Brabant en Oost-Vlaanderen de verzetsbeweging.
Leden van het MNR waren betrokken bij de oprichting van Eldrie (of L III, een verwijzing naar Leopold III), een andere extreemrechtse royalistische groep met kenmerken van een geheim genootschap. In haar interne documenten riep Eldrie op tot gewapend geweld als middel om het communisme tegen te gaan en de autocratische rol van de koning te versterken. Zowel Eldrie als het MNR werden onderzocht voor mogelijke betrokkenheid bij de moord op Julien Lahaut, boegbeeld van de Kommunistische Partij, in 1950. In 1961 werden er wapens gevonden in de woningen van meerdere Eldrie-leden, waaronder de leider Bob Van Steenlandt. Dit leidde tot de arrestatie van Van Steenlandt, Stan Landuyt en André De Craene voor vermeende medeplichtigheid aan de moord op Lahaut. Ze werden echter kort daarna vrijgelaten wegens gebrek aan bewijs.

## Leden
Veel Leuvense NKB'ers kwamen vanuit de Boerenbond en de Christelijke Arbeidersbeweging. In Antwerpen waren er veel havenwerkers lid. Hoewel ook in Wallonië actief, was de beweging vooral georiënteerd op Vlaanderen.
Ongeveer 160 leden werden geëxecuteerd of stierven in concentratiekampen. Zo'n honderd NKB'ers werden gedood tijdens de bevrijding van de Antwerpse haven, waar er 190 hadden deelgenomen.

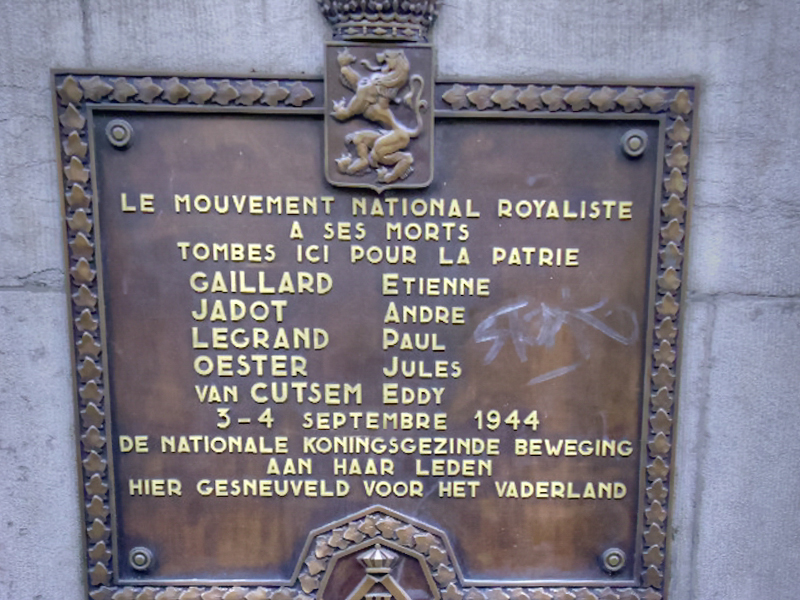
Herdenkingsplakkaat aan de Regentschapsstraat; Brussel herdenkt vijf NKB-leden die stierven tijdens de bevrijding van deze stad.

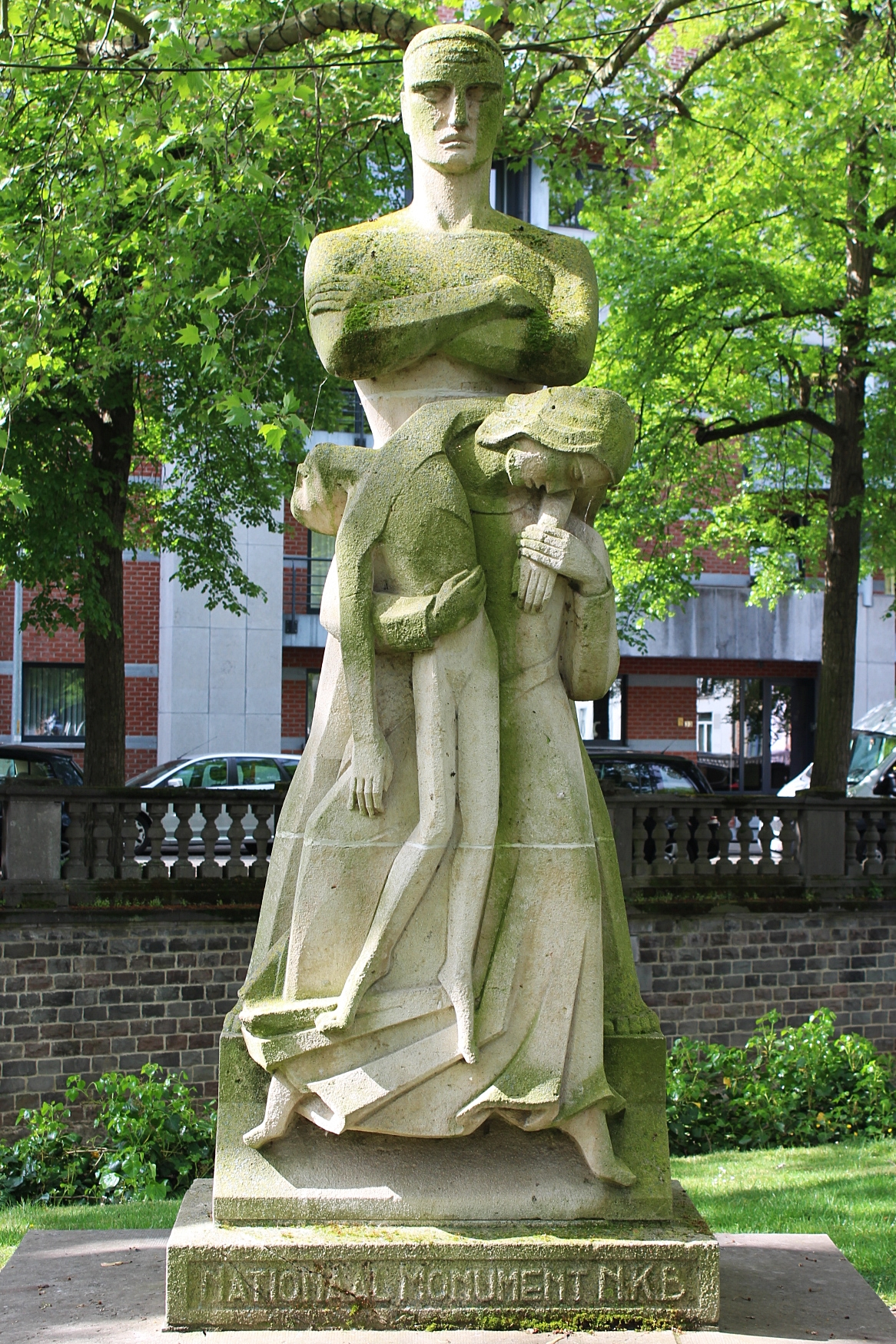
Nationaal Monument van de Weerstand in Leuven.

## Monumenten
- Naast de Koninklijke Musea voor Schone Kunsten van België bevindt zich een monument voor vijf NKB-verzetsleden die sneuvelden tijdens de bevrijding van Brussel.
- Het Nationaal Monument van de Weerstand aan de Dirk Boutslaan in Leuven is gemaakt in opdracht van de Nationale Koninklijke Beweging. Het beeld door Willem De Backer is ingehuldigd in 1959.[3]